# 挑文師
挑文師（あやとりのし/あやのし）とは律令制の大蔵省織部司に所属し、錦・綾・羅などの高級織物の文様作成と技術指導などを行う長上官。定員4人。

## 概要
位階としては、大初位下に相当する。番上官の技術者で綾織り労働に従事する挑文生（あやのしよう）や、錦綾織などの品部の監督・指導にあたった。大蔵省織部司は挑文師4人、挑文生8人、使部6人、直丁1人で構成されており、染戸(品部)が付属していた。染戸（そめへ）570戸においては、錦綾織、呉服部（くれはとり）、川(河)内国広絹織人が掌握されていた。これらの織手は主として畿内に居住し、技術の世襲が義務づけられた。3～7戸で1台の織機を使用し、1人年額1、2疋の製品を納め、かわりに雑徭（調が含まれる場合もある）を免除されるというきまりであった。
和銅4年（711年）、元明天皇の時代に
とあり、日本各地に技術を広めるため、諸国に派遣され、国衙（こくが）の工房に赴いて、錦・綾の技術を教習した、という。この成果は翌年の和銅5年7月（712年）に、
という形で現れている。
「天平四年度越前国郡稲帳」・「天平六年度尾張国正税帳」等によると、地方の国衙でも錦・綾・羅などを織る機が設置されていたことが分かり、それらを織る生が存在したことも天平年間の尾張・駿河・近江の史料によって判明している。
また、大宰府にも、称徳天皇の時代の神護景雲3年8月（769年）に「綾師」（あやのし）が置かれている。これにより、西海道（九州）諸国にも綾の織成技術が広められた。

## 参考資料
- 『岩波日本史辞典』p36、監修：永原慶二、岩波書店、1999年
- 『続日本紀』1・4 　新日本古典文学大系12・15　岩波書店、1989年、1995年
- 『続日本紀』(上）・（下）全現代語訳、宇治谷孟：訳、講談社学術文庫、1192年、1995年